# Ylinenjärvi, Norrbotten
Ylinenjärvi är en sjö i Övertorneå kommun i Norrbotten och ingår i Torneälvens huvudavrinningsområde. Sjön har en area på 0,37 kvadratkilometer och ligger 118 meter över havet. Ylinenjärvi ligger i Torne och Kalix älvsystem Natura 2000-område. Sjön avvattnas av vattendraget Soukolojoki (Ylinenjoki).

## Delavrinningsområde
Ylinenjärvi ingår i det delavrinningsområde (740996-184059) som SMHI kallar för Ovan 740526-184254. Medelhöjden är 162 meter över havet och ytan är 20,96 kvadratkilometer. Räknas de 9 avrinningsområdena uppströms in blir den ackumulerade arean 170,05 kvadratkilometer. Soukolojoki (Ylinenjoki) som avvattnar avrinningsområdet har biflödesordning 2, vilket innebär att vattnet flödar genom totalt 2 vattendrag innan det når havet efter 104 kilometer. Avrinningsområdet består mestadels av skog (82 procent). Avrinningsområdet har 0,37 kvadratkilometer vattenytor vilket ger det en sjöprocent på 1,4 procent.